# Stanley Bacon
Stanley Vivian Bacon (ur. 13 sierpnia 1885 w Camberwell, zm. 13 października 1952 w Streatham) – brytyjski zapaśnik walczący przeważnie w stylu wolnym. Trzykrotny olimpijczyk. Złoty medalista w stylu wolnym i siedemnasty w klasycznym w Londynie 1908; odpadł w drugiej rundzie w Sztokholmie 1912; dziewiąty w Antwerpii 1920. Walczył w wadze średniej.
Ośmiokrotny mistrz kraju w: 1911 (69 kg), 1924 (76 kg), 1911, 1912, 1913, 1924, 1925 (85 kg) i 1910 (120 kg).
Brat zapaśników i olimpijczyków, Ernesta Bacona i Edgara Bacona.
- Turniej w Londynie 1908 – 73 kg styl klasyczny

Przegrał ze Szwedem Mauritzem Anderssonem.
- Turniej w Londynie 1908 – 73 kg

Walczył ze swoimi rodakami, kolejno pokonał Horace’a Chenery’a, Aubreya Colemana, Freda Becka i w finale George’a de Relwyskowa.
- Turniej w Sztokholmie 1912 – 75 kg styl klasyczny

Przegrał z Łotyszem Jānisem Polisem, który reprezentował Cesarstwo Rosyjskie.
- Turniej w Antwerpii 1920 – 75 kg

Przegrał z Amerykaninem Angusem Frantzem.